# Solesmes British Cemetery
Solesmes British Cemetery is een Britse militaire begraafplaats met gesneuvelden uit de Eerste Wereldoorlog, gelegen in de Franse gemeente Solesmes in het Noorderdepartement. De begraafplaats werd ontworpen door William Cowlishaw en ligt aan een landweg op ruim 1 km ten zuidwesten van het centrum van Solesmes (gemeentehuis). Ze heeft een onregelmatig grondplan en ligt op een hoger niveau dan de weg. Via een open toegang, drie terrassen en een 18-tal traptreden bereikt men het terrein met de graven. De begraafplaats wordt grotendeels omsloten door een lage natuurstenen muur, afgedekt met witte dekstenen. Het Cross of Sacrifice staat tegen de zuidoostelijke muur.
Er liggen 140 doden begraven.
De begraafplaats wordt onderhouden door de Commonwealth War Graves Commission.

## Geschiedenis
De 2nd South Lancashires en de 1st Wiltshires (achterhoede-eenheden van de 7th Brigade, 3rd Division) werden op de avond van 25 augustus 1914 aangevallen bij Solesmes, toen de British Expeditionary Force zich terugtrok vanuit Mons. Op 19-21 oktober 1918 veroverde de 62nd (West Riding) Division, gevolgd door de 61st (South Midland) Division na hevige straatgevechten de stad. De begraafplaats werd in november 1918 door de 4th en 34th Casualty Clearing Stations aangelegd en gebruikt tot maart 1919.
Er liggen 133 Britten, 1 Nieuw-Zeelander, 3 Indiërs (waaronder 1 niet geïdentificeerde), 1 Chinees (tewerkgesteld bij het Chinese Labour Corps), 1 Duitser en 1 Fransman begraven.

### Onderscheiden militairen
- Arthur John Tolcher Eccles, luitenant bij de Royal Engineers werd onderscheiden met het Military Cross (MC).
- George William Batt, sergeant-majoor bij de Royal Field Artillery werd onderscheiden met de Distinguished Conduct Medal (DCM).
- J. Tompkins, korporaal bij de Queen's Own Oxfordshire Hussars werd onderscheiden met de Military Medal (MM).